# Liste der Einträge im National Register of Historic Places im Mineral County (Nevada)
Diese Liste der Einträge im National Register of Historic Places im Mineral County (Nevada) enthält alle in Mineral County, Nevada in das National Register of Historic Places eingetragenen Gebäude, Bauwerke, Objekte, Stätten oder historischen Distrikte.
Diese Liste entspricht dem Bearbeitungsstand des National Park Service/National Register of Historic Places vom 25. Oktober 2024.

## Legende
| NRHP | Historic Place             |
| HD   | National Historic District |

## Aktuelle Einträge
| [ 2 ] | Name                      | Bild                      | Eintragsdatum                 | Lage                                                    | Ort       | Beschreibung |
| ----- | ------------------------- | ------------------------- | ----------------------------- | ------------------------------------------------------- | --------- | ------------ |
| 1     | Aurora                    | Aurora                    | 30. Juli 1974 ID-Nr. 74001147 | südwestlich von Hawthorne 38° 17′ 21″ N, 118° 53′ 57″ W | Hawthorne |              |
| 2     | Hawthorne USO Building    | weitere Bilder            | 18. Feb. 2005 ID-Nr. 02000703 | 950 E Street 38° 31′ 55″ N, 118° 37′ 19,2″ W            | Hawthorne |              |
| 3     | Mineral County Courthouse | Mineral County Courthouse | 29. Jan. 1982 ID-Nr. 82003214 | 551 C Street 38° 31′ 30,7″ N, 118° 37′ 35,6″ W          | Hawthorne |              |
| 4     | Sixth Street School       | Sixth Street School       | 7. Okt. 1999 ID-Nr. 99001241  | 6th und C Street 38° 32′ 22″ N, 118° 37′ 31″ W          | Hawthorne |              |